# 白宇経
白宇経（백우경）は、中国唐の官僚である。中国華州出身。白居易の叔父の白季般の子。
白宇経は、780年に新羅に移住して、現在の慶州市安康邑に定住した。朝鮮氏族の水原白氏の始祖である。